# Eleutherios Papasymeōn
Eleutherios Papasymeōn (in greco Ελευθέριος Παπασυμεών?; fl. XIX secolo) è stato un maratoneta greco.

## Biografia
Partecipò alle gare di atletica leggera delle prime Olimpiadi moderne che si svolsero ad Atene nel 1896, nella Maratona, dove arrivò quinto.